# Старая Русса (курорт)
Курорт «Ста́рая Ру́сса» — находится в городе Старая Русса Новгородской области. Курорт основан в 1828 году.

## История

### Строительство курорта
Старая Русса — один из древних русских городов. Он возник и развивался благодаря богатому соляному промыслу, дававшему в XV—XVI веках высокие доходы. Российская казна получала здесь доходы от своих соляных варниц и пошлин — до 58 000 в год. В 1771 году, по указу Екатерины II, был организован новый казённый завод. Но из-за низкой концентрации соли в источниках, к середине XIX века завод прекратил производство поваренной соли, не выдержав конкуренции. Имущество было сдано в аренду и завод начал поставлять в Санкт-Петербург рассолы для лечебных нужд. 

История здравницы началась со времён приезда в город первооткрывателя целебных вод на Кавказе доктора Ф. П. Гааза. Его интересовали целебные свойства минеральных вод, и он, оставив практику в Москве, собрал интереснейший материал о воздействии вод Железноводска и Ессентуков. Считается, что в Старую Руссу он прибыл в качестве военного врача после начала Отечественной войны 1812 года. В 1815 году Ф. П. Гааз, как пишет А. Е. Воскресенский «занимался разложением старорусских минеральных вод», результатом которого было научное установление их лечебных свойств. Идея не была поддержана, доклад «лёг под сукно». Ф. П. Гааз вернулся в Москву и с 1828 года стал главным врачом «Комитета попечительства о тюрьмах».
В 1824 году, отыскивая следы каменной соли, старорусскими минеральными водами интересовался горный инженер И. П. Чайковский (отец композитора П. И. Чайковского). В статье, напечатанной в «Горном журнале», он отмечал высокую ценность «добротнейших рассолов». В 1828 году в город приехал лейб-медик Г. Раух, чтобы провести инспекцию военных госпиталей, находившихся в Старой Руссе. От жителей господин Раух узнает о целебных грязях, которые использовались «… жителями Старой Руссы и окрестностей с давних лет для омовения тела от ломоты, язв…», вспоминает о докладе Ф. П. Гааза, исследует источники и приходит к выводу, что польза от них может быть значительной. При содействии Новгородского губернатора Сумарокова, военного министра Чернышёва и начальника штаба военных поселений генерал-адъютанта Г. А. Клейнмихеля Г. Раух смог добиться согласия императора Николая I на строительство курорта. В том же 1828 году начались работы. В первую очередь была расчищена территория, на которой находились строения заброшенного Петропавловского монастыря, существовавшего до 1764 года. В 1830 году императору была предоставлена подробнейшая справка об используемой территории и болезнях, которые излечиваются водами. 26 августа 1830 году был высочайше утверждён проект «Заведения минеральных вод в Старой Руссе». Вслед за этим в городе вспыхнула эпидемия холеры, а потом — восстание военных поселенцев (1831). Лишь в 1834 году — через девятнадцать лет после доклада Ф. П. Гааза — началось строительство курорта. На месте монастыря, у соляного озера, было построено первое здание на восемь ванн высшего класса и двадцать — низшего. Новый отечественный курорт не сразу стал пользоваться популярностью, и первыми пациентами стали солдаты, нуждающиеся в лечении после ранений или заболеваний. В «Военно-Медицинском журнале» за 1837 год среди работ была опубликована обзорная статья о работе курорта на основе наблюдений старшего доктора старорусского военного госпиталя М. П. Ламовского (1790—1844), младшего лекаря Новгородского кадетского корпуса, медико-хирурга А. Е. Воскресенского и «состоящего при водах» доктора О. П. Вельца. Можно предположить, что эти люди и были первыми врачами старорусского курорта, существовавшего тогда как военный госпиталь.
Постепенно курорт рос. В 1837 году появилось второе здание на двенадцать кабин с терракотовыми ваннами, предназначенное для лечения высшего класса, называлось оно «дворянским». В 1839 году за сезон (только летние месяцы) было принято 1070 человек. В 1854 году заведение из военного ведомства было передано в удельное, ведавшее собственностью императорской фамилии. Летом 1858 года по совету врачей в течение полутора месяцев на курорте лечился от золотухи (на самом деле, у него начинался туберкулёз) Николай Добролюбов.

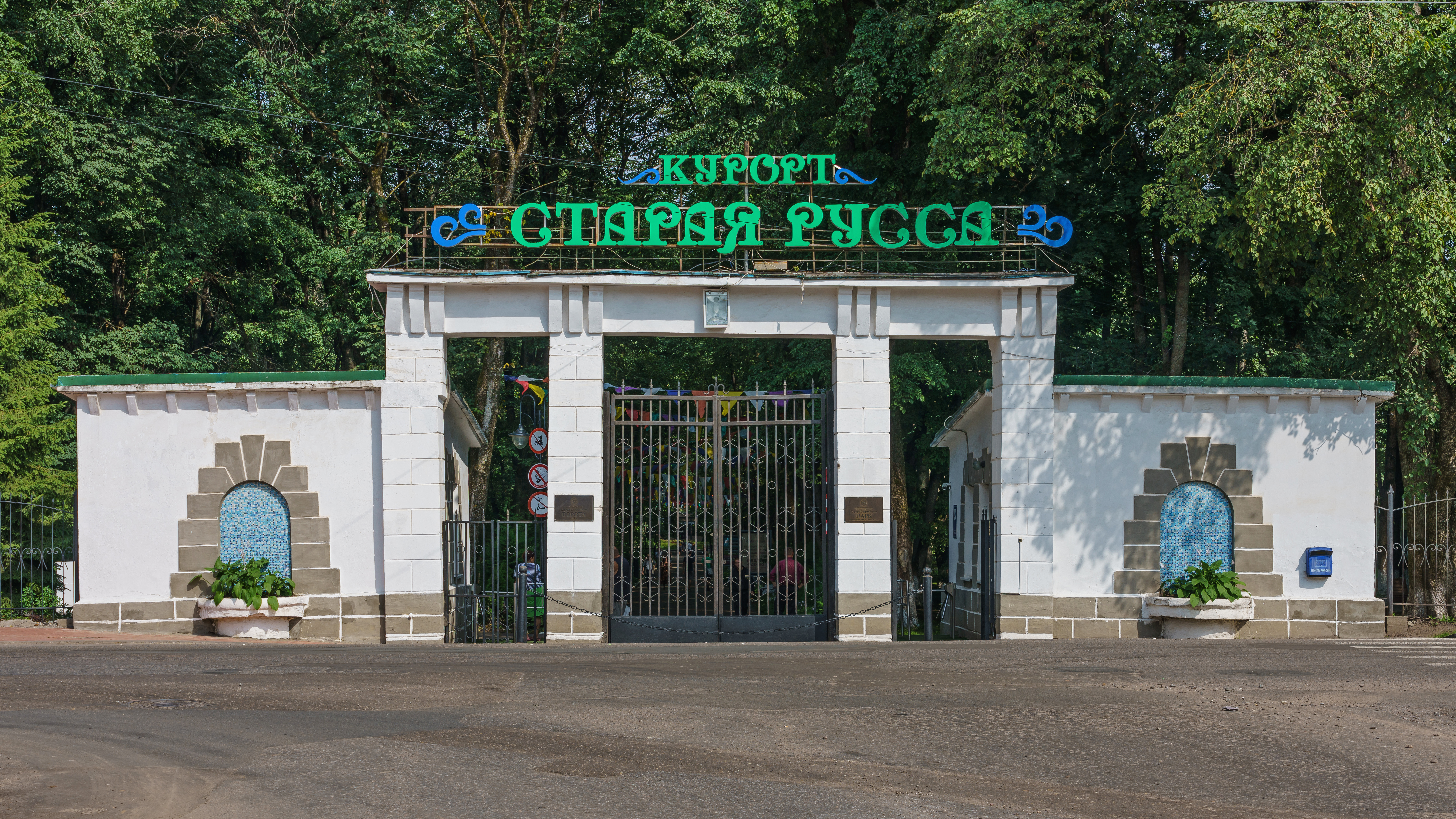
Главные ворота курорта

23 июня 1865 года на лечение в Старую Руссу прибыли великие князья Владимир и Алексей. По субботам и воскресеньям рушане как могли развлекали гостей то народными хороводами, то катанием на лодках. Владимир жил в Путевом дворце, Алексей — в доме купца Суханова у Живого моста. 7 августа, окончив курс лечения, великие князья отбыли в столицу. Через несколько дней император прислал староруссцам благодарность «за усердие и преданность к детям его», а в сентябре великие князья пожаловали золотые кольца с вензелями и бриллиантами целой группе горожан. В 1883 году на сезон прибыл Евгений Максимилианович Лейхтенбергский с супругой.
В 1866 году перед очередным заездом открылся первый в губернии летний театр, принимавший знаменитых актёров. На его сцене начинала свою карьеру В. Ф. Комиссаржевская. Летом 1895 года она получила приглашение играть в Александринском театре Петербурга. Театр давал до пяти представлений в неделю. Несколько лет в Старой Руссе выступала одна из лучших провинциальных групп антрепренёра К. И. Незлобина. В 1904 и 1916 годах в её составе играла М. Ф. Андреева. В 1904 году приезжал К. С. Станиславский. Частой гостьей курорта была М. Г. Савина — председатель совета Русского театрального общества. 26 июля 1904 года на концерте «в пользу вдов и сирот солдатиков, ушедших на войну», читал свою поэму «Человек» Максим Горький. Посещал курорт и Ф. М. Достоевский, долгое время живший в Старой Руссе. Автором проекта театра был известный архитектор Н. Л. Бенуа.
В 1890 году управление курортом перешло от частного арендатора к государственным органам. Если за 24 года аренды А. А. Рохеля, он не выплатил казне ни рубля, получая при этом от неё субсидии, то под казённым управлением к 1911 году была достигнута самоокупаемость курорта. С 1891 по 1908 годы главным садовником курорта был А. Я. Аболин. В обширном парке курорта располагались площадки для развлечений. По воскресеньям давали балы. Ежедневно в утренние и вечерние в парке играл духовой оркестр. Оранжерея, лаборатория, молочная ферма, ресторан дополняли хозяйство. Благодаря курорту, Старая Русса стала одним из самых благоустроенных городов в Европе. Здесь, впервые в 1878 году появилась одна из первых в России железнодорожных станций, она была построена специально для больных. Шоссейная дорога Санкт-Петербург — Новгород — Старая Русса появилась ещё раньше — в 1837 году. Телеграфная станция, основанная в 1865 году, передавала корреспонденцию на русском, французском и немецком языках. В 1885 году в городе было семь шоссированных и тридцать три мощёных улиц.
Появились и первые публикации о заведении и его целебных водах. Врач старорусского госпиталя К. А. Шенк в 1879 году высказывался: «Старая Русса занимает первое место в ряду лучших бальнеологических учреждений». А спустя десять лет доктор медицины М. Бух писал: «…после ран и других повреждений, действие старорусской воды бывает поразительно», а старорусские лечебные грязи «…не уступают никаким другим не только в России, но и вообще в Европе.»
В конце XIX века Старая Русса оказалась местом работы первой русской женщины, ставшей доктором медицины после защиты диссертации в России — Варвары Александровной Кашеваровой-Рудневой (1843—1899). Не имея возможности работать врачом в Петербурге, она в 1889 году по совету С. П. Боткина, выехала в Руссу, где купила дом на улице Крестецкой. Консультировала в курорте, работала в местной больнице, вела частный приём. Родильного дома в городе ещё не было, Варвара Александровна была единственной женщиной-гинекологом во всей России. 30 апреля 1898 года её сердце не выдержало, и она скончалась на 57-м году жизни. При огромном стечении народа была похоронена на кладбище Спасо-Преображенского монастыря (могила не сохранилась).
С 1882 года в курорте была открыта лечебная колония для больных детей. Деньги на её открытие собирали профессора Петербургского университета Д. И. Менделеев, И. Е. Андреевский, В. И. Ламанский, которые читали лекции в курортном театре как представители «Русского общества народного здоровья». За тридцать лет своего существования (до 1912 года) она способствовала исцелению нескольких тысяч детей. Это было первое подобное учреждение в России. Количество людей, пользующихся минеральными водами, увеличивалось. Больные приезжали даже из Сибири, Закавказья, Бессарабии, Финляндии. К началу XX века старорусский курорт был значительно дешевле Кавказских минеральных вод (хотя одна грязевая ванна стоила 1 рубль 25 копеек — на такую сумму можно было купить три килограмма сливочного масла) и был доступен менее обеспеченным слоям населения (в 1915 году — наряду с привилегированными сословиями лечились 427 врачей и учителей, 655 мещан, 33 ремесленника, 75 нижних чинов и прислуги).

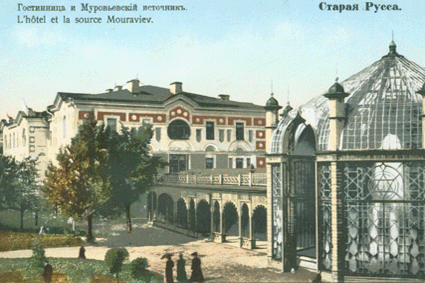
Здание гостиницы и Муравьёвский фонтан (открытка конца XIX — начала XX века)

В 1916 году курорт раскинулся на юго-восточной окраине Старой Руссы, занимая 47 десятин земли. Из них 12 поросло тенистыми высокими деревьями, а 35 — мелким лесом-подростком, луговой травой и было занято лечебными зданиями. Три десятины — поверхность солёных озёр: Верхнего, Среднего, Нижнего. На территории курорта бил Муравьёвский фонтан на высоту четырёх саженей. Вокруг озера шла крытая галерея для прогулок, на ней — павильон для отдыха и питья минеральной воды. На территории здравницы продавали и газированную минеральную воду.
Из пяти лечебных зданий два были с ваннами первого класса на 112 кабин. Особенно красиво выглядело Ермоловское (названо в честь министра А. С. Ермолова). Два здания второго класса оставались с деревянными ваннами по 40 кабин. Военный павильон из пяти отделений. В двух имелось по большому бассейну для одновременного купания по сто человек. Вода подогревалась паром. В других отделениях размещались деревянные ванны — грязевые, соляно-хвойные, суховоздушные, паровые. Солёный раствор для ванн готовили на месте бывшего солеваренного завода (за 2,5 версты) из Царицынского и Екатерининского источников. Старорусскую грязь выписывали в Петербург, Москву, Рыбинск, Кострому, Тверь, Ревель, Бежецк, Лугу. Хвойную соль, приготовляемую на бывшем солеваренном заводе, посылали в Одессу, Ригу, Невель, Великие Луки. Маточный щёлок или раствор высокой концентрации без поваренной соли — в Рязань, Витебск, Либаву, Могилёв. Цветы из курортной оранжереи отправляли в Новгород. При входе в курорт стояла казённая гостиница на 65 комнат. Крытыми галереями она соединялась с концертным залом, рестораном, театром. Среди парка находились: фотосалон, парикмахерская, кондитерская, разнообразные киоски. Здесь же были разбросаны площадки для крокета, тенниса, гигантских шаров и гимнастических упражнений. При ресторане была открыта биллиардная.

### После революции

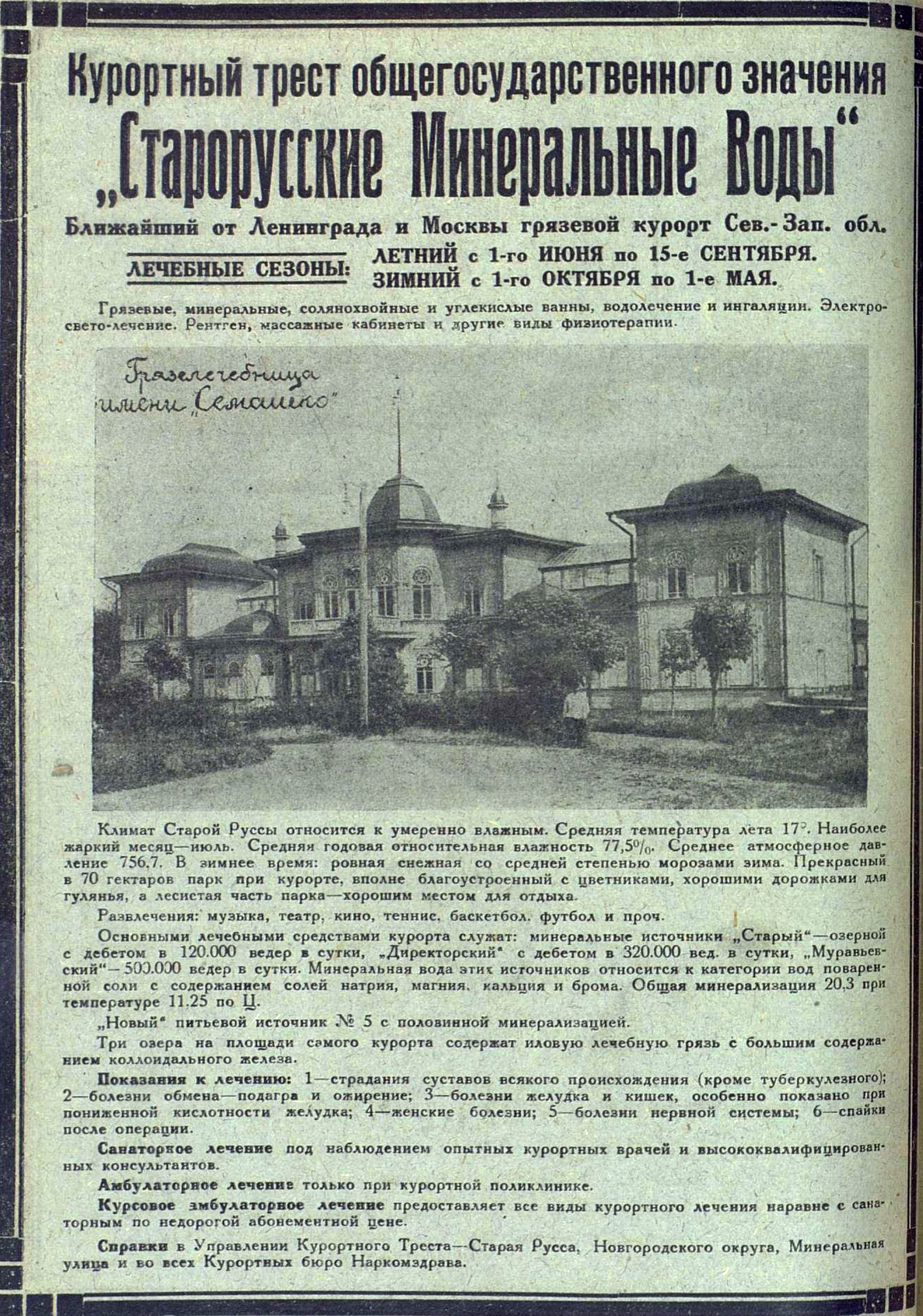
Реклама курорта, 1930 год.

В 1918 году курорт передан в ведение только что созданного Народного комиссариата здравоохранения. 9-12 марта 1919 года курорт посетил нарком здравоохранения Н. А. Семашко. В тот год лечение прошло 1930 человек, из них половина местных жителей и 120 бойцов и командиров Красной Армии, среди них герои гражданской войны Я. Ф. Фабрициус и Н. С. Григорьев. Летом 1921 года на курорте лечился художник Б. М. Кустодиев. Во время экскурсий по городу он написал немало этюдов, которые стали основой будущих картин.
24 сентября 1921 года губернская газета «Звезда» писала, что Владимир Ильич Ленин во время приёма «предложил составить подробный доклад о состоянии Старорусского курорта и прислать ему для ознакомления». Вскоре в ведение здравницы передали помещения соседних военных госпиталей.

В 1925 году курортный сезон длился 11 месяцев. Так впервые в России перешли на круглогодичное функционирование. Летом 1928 года в связи с столетним юбилеем курорт вновь посетил Н. А. Семашко. Говоря о популярности здравницы, нарком отмечал:
«Первая причина — целебные силы, которые действительно велики и создали славу, ибо не одна сотня тысяч больных получила лечение, а часто и излечение. Во-вторых, расположенный между Петербургом и Москвой, курорт постоянно привлекал к себе больных и будет привлекать. Наконец, в-третьих, он доступен менее обеспеченным слоям населения…»
Постепенно шло развитие курорта. К 1940 году имелось семь спальных корпусов. Санаторное лечение прошли 11 тысяч, амбулаторное — 8800 человек. Перед началом войны количество стационарных мест составляло 1100. К услугам больных было две водогрязелечебницы с хорошим оборудованием, вспомогательными лечебно-диагностическими кабинетами и лабораториями, отличное бальнео-гидроминеральное хозяйство. Вокруг курорта располагался прекрасный парк с вековыми деревьями.

### Годы войны
23 июня 1941 года на второй день войны на базе курорта развернули эвакогоспиталь 20-17. Начальником его назначили Василия Константиновича Виноградова (главный врач курорта). Комиссаром стал Иван Степанович Лохов (директор курорта с 1937 года).
5 июля 1941 года на город упали первые нацистские бомбы. В тяжёлых условия приближающегося фронта заведующая курортным бюро Мария Исаевна Ицкевич занималась эвакуацией санаторных больных в тыл.
В июле 1941 года на территории курорта в полупустом здании центрального корпуса секретарь Ленинградского обкома партии М. Н. Никитин принимал партизанских командиров, формируя первые бригады мстителей.
31 июля — 21 августа шли ожесточённые бои за город Старая Русса. Поздней ночью 21 августа из района курорта и аэродрома уходили последние защитники города — воины 202-й мотострелковой дивизии. За годы оккупации были разрушены все здания курорта, вырублена значительная часть парка, разрушены все сооружения вокруг минеральных источников, питьевые бюветы, нанесен огромный ущерб оборудованию курорта (разрушены водоводы, дамбы, береговые крепления). Обнажённые грязи окислились, высохли или были размыты осадками и вынесены из водоёмов в ручей Войе. В парке курорта было устроено кладбище офицеров СС.
18 февраля 1944 года Старая Русса освобождена от нацистских войск. Возвратился из армии директор курорта И. С. Лохов. На территории здравницы начались масштабные восстановительные работы.
Уже 25 декабря 1946 года курорт принял первых больных, развернув 50 коек, 5 ванн и 5 кушеток для грязевых аппликаций.

### 1950—1990 годы

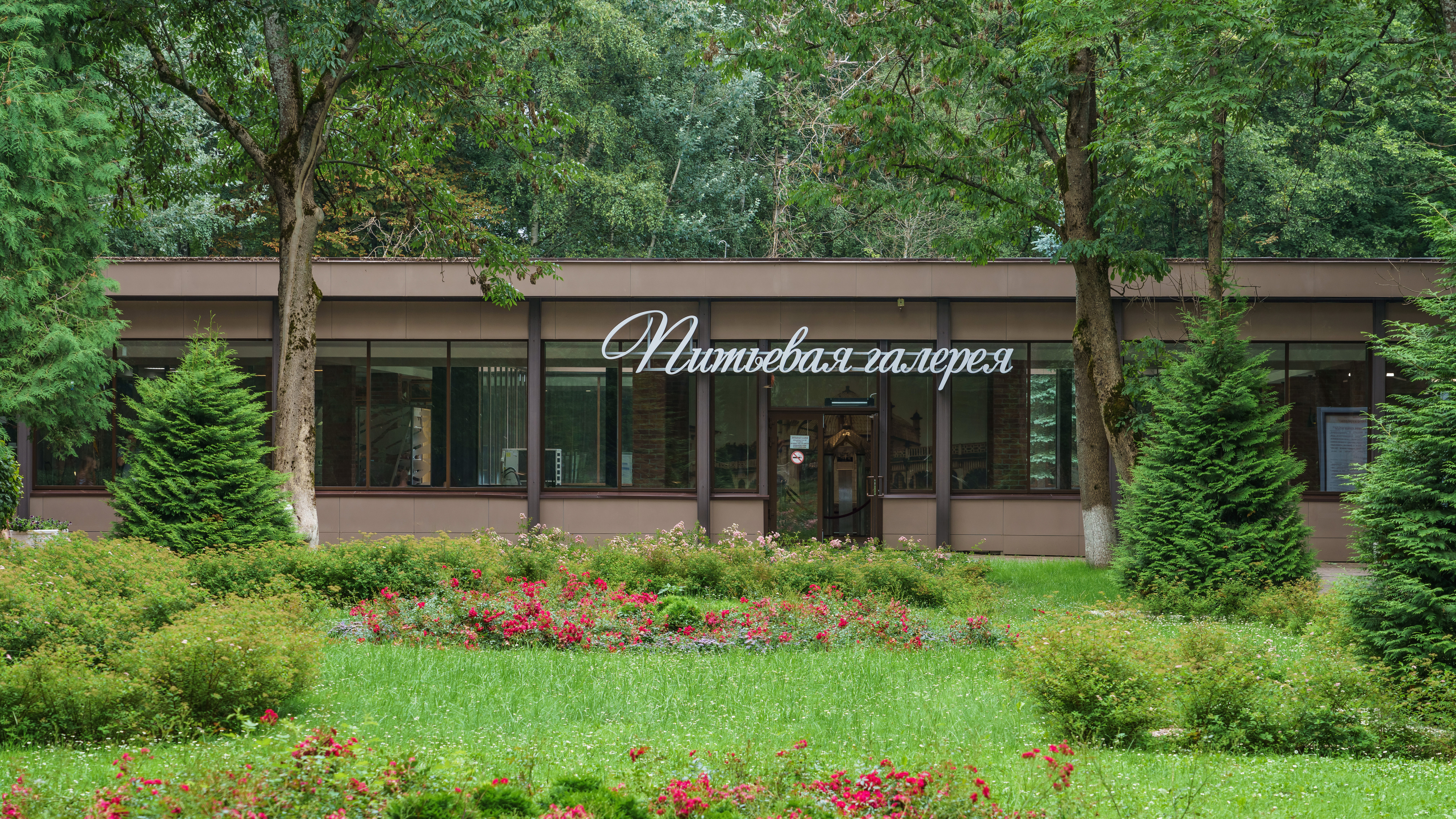
Питьевая галерея

На курорте были заново построены жилые корпуса, водогрязелечебница, проложены новые коммуникации, полностью заменено оборудование всего бальнеогрязевого хозяйства, пробурены новые скважины, открыты две новых разновидности питьевых лечебных вод.
- 1952 год — закончилось капитальное восстановление главного корпуса. Количество мест достигло 325, до ста больных лечилось амбулаторно.
- 1958 год — вступила в строй новая грязелечебница с пропускной способностью свыше 700 человек в день.
- 1962 год — открылась питьевая галерея. Рядом — водолечебница на 50 ванн.
- 1966 год — курорт занял первое место в соревновании курортов Северо-Запада.
- в июне 1966 года начались археологические раскопки на территории курорта. Именно здесь была найдена первая берестяная грамота в Старой Руссе.
- 1969 год — курорт награждён Почётной грамотой Президиума Верховного Совета РСФСР.
- 1971 год — постановлением Совета Министров РСФСР курорт получил статус курорта республиканского значения.
- 1973 год — в административном здании курорта открылся музей истории курорта.
- 1978 год — в честь 150-летнего юбилея за успехи в лечении больных и вклад в развитие здравоохранения курорт награждён орденом «Знак Почёта». К этому времени в курорте могли одновременно лечиться 1150 больных.

### После 1990 года
С марта 1994 года курорт «Старая Русса» зарегистрирован как акционерное общество закрытого типа. В 2008 году курорт отпраздновал 180-летний юбилей.

## Лечебные средства

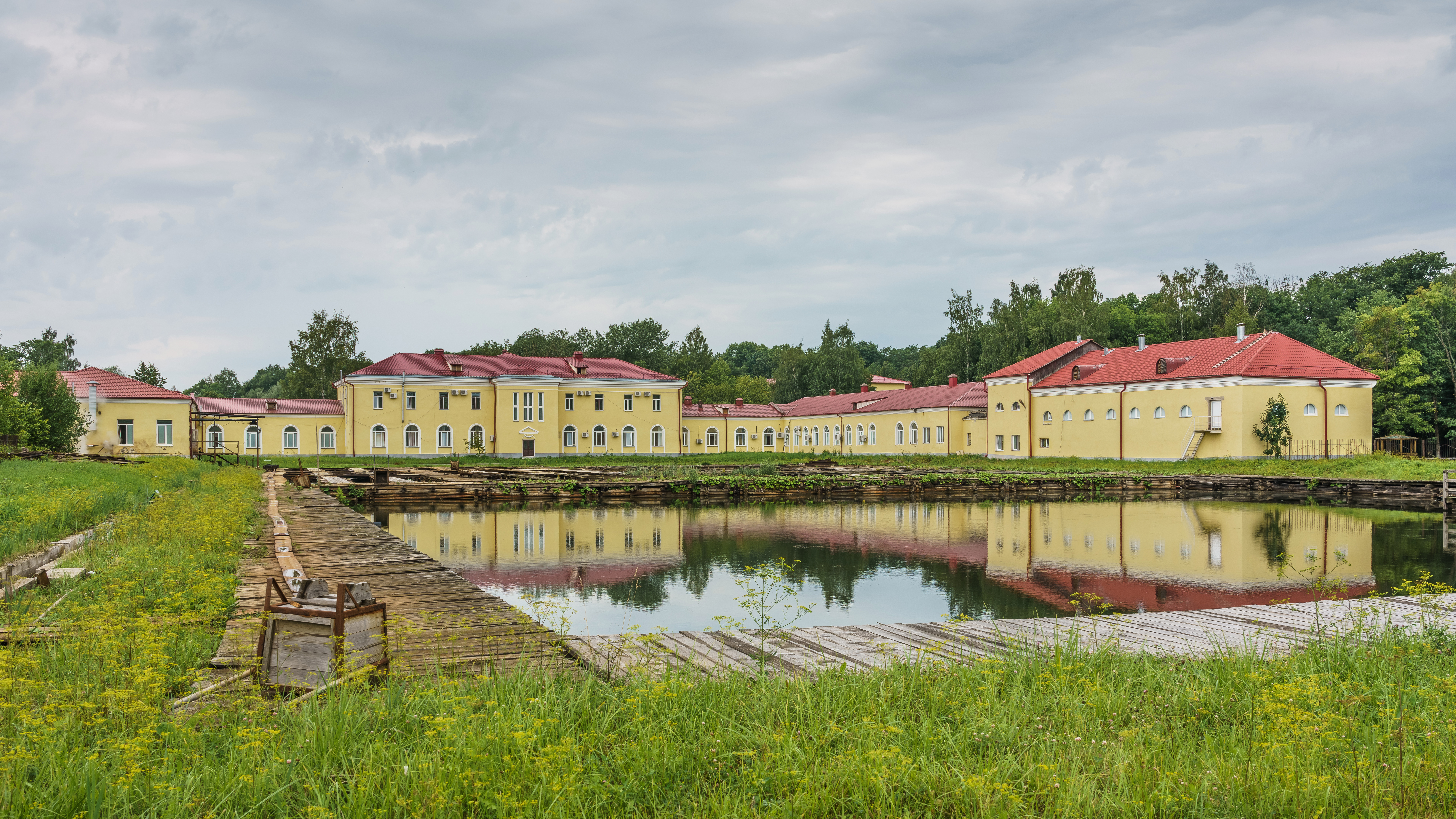
Здание грязелечебницы и грязевой отстойник

Курорт «Старая Русса» — бальнеогрязевой, то есть лечение проводится главным образом минеральными водами и лечебной грязью. 

Старорусская лечебная минеральная вода — хлоридная натриевая, с минерализацией 3—8 или 20—21 граммов на литр. Минеральная вода с минерализацией 3-8 граммов на литр используется для питьевого лечения, а также для ингаляций и различного вида орошений (полости рта, кишечника, желудка и др.). В минеральной воде курорта, помимо натрия и хлора, содержатся бром, кальций, магний и другие микроэлементы.
Питьевое лечение стало проводиться с 1914 года, когда впервые была получена минеральная вода малой минерализации. В настоящее время для лечения используются два вида минеральной воды хлоридно-натриевого типа: хлоридная кальциево-магниевая с минерализацией 3 грамма на литр и хлоридная магниево-натриевая с минерализацией 8 граммов на литр. Воды оказывают положительное влияние на органы пищеварения. Они нормализуют функции желудка, кишечника, желчного пузыря, поджелудочной железы, что способствует перевариванию и усвоению пищи. Химические вещества, входящие в состав минеральной воды, легко всасываются в пищеварительном тракте и по кровеносным сосудам разносятся по организму. Воздействуя на нервные окончания, они улучшают процессы обмена, усиливают защитные силы организма, восстанавливают нарушенные функции.
Для наружного применения (в виде ванн и купаний) используется более концентрированная минеральная вода с содержанием солей 20-21 граммов на литр. Хлоридные натриевые ванны оказывают болеутоляющее и противовоспалительное действие на больных с заболеваниями суставов. Отмечено положительное влияние этих ванн на функцию сердечно-сосудистой системы у больных с гипертонией и гипотонией; стимулирующее действие на работу кровеносных сосудов, органов дыхания, нервной и мышечной систем, желёз внутренней секреции, обмен веществ (особенно углеводный, жировой и витаминный).

## Минеральные источники

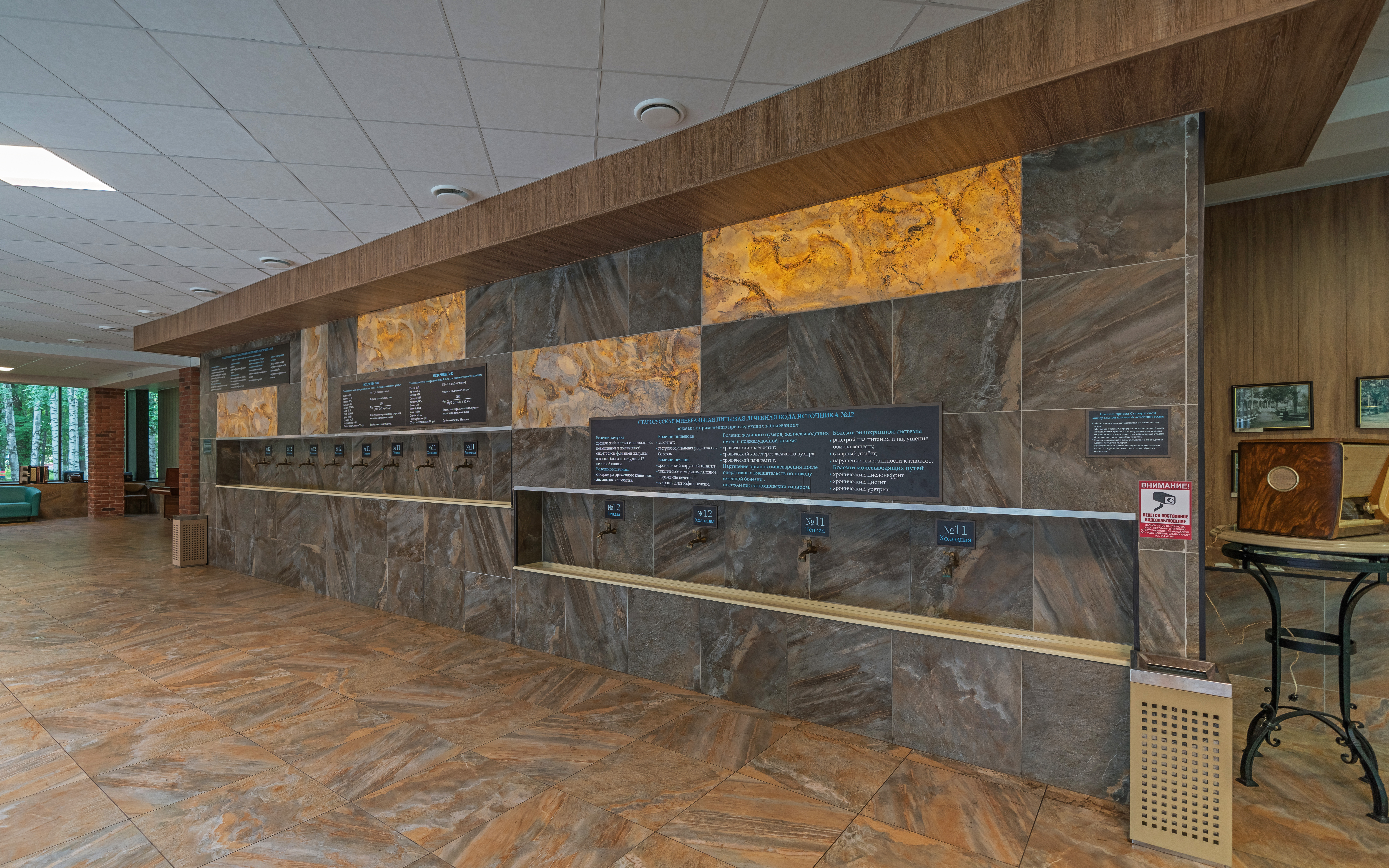
Бювет для подачи лечебных вод в питьевой галерее

- Источник № 4 (Озёрный или Старый). Он возник настолько давно, что история его теряется в глубине веков. А. Штукенберг[5] упоминает, что в Старой Руссе ещё около 1370 года проводилось бурение «артезианских колодцев» с целью добыванию рассола для выварки соли. Эти работы могли проводиться только на Озёрном источнике, так как о других источниках никто не упоминал до XIX века. Источник расположен в северо-восточной части водоёма, называемого Верхним озером, образовавшимся на месте выхода минеральных вод. Водоём этот упоминается в документах прошлых лет и изображён на планах, начиная с 1625 года.
- Источник № 3 (Ново-Директорский) представляет собой буровую скважину, сооружённую для усиления подачи солёной воды солезаводу. Бурение началось в 1819 году и закончилось в 1831 году. Бурение было прекращено на глубине 200,74 м[6] Вода источника № 3 по трубопроводу подаётся в ванное здание, а избыток уходит в Среднее озеро.
- Источник № 6 (Царицынский) расположен в юго-западной части Старой Руссы за рекой Перерытицей, в 450 метрах от правого берега реки Полисть. Источник выведен в результате бурения. Работы начались 20 июня 1833 года[7] О времени окончания прокладки скважины точных данных нет. Вода источника в настоящее время не используется.

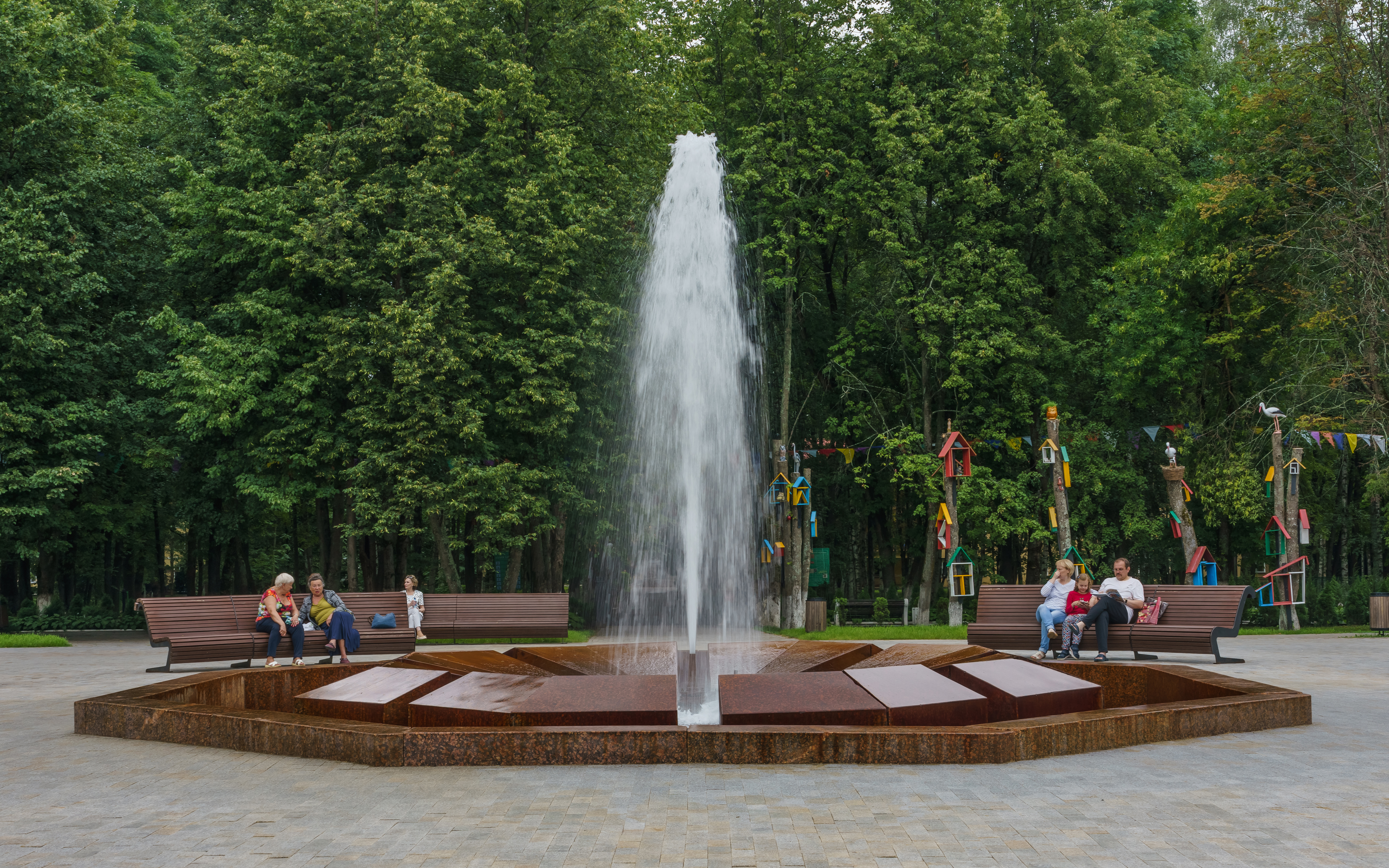
Муравьёвский фонтан

- Источник № 1 («Муравьёвский фонтан») выведен в результате буровых работ, проводившихся в 1854—1859 годах. Позднее над источником был сооружён металлический застеклённый шатёр, а вокруг скважины — кирпичный бассейн, существующий и в настоящее время. Получил своё название в честь министра государственных имуществ графа Муравьёва (1796—1866), по распоряжению которого и было осуществлено бурение. Муравьёвский фонтан стал символом и гордостью не только курорта, но и всего города.
- Источник № 5 (Питьевой или Новый), бурение скважины осуществлено в 1913 году для получения лечебной питьевой воды. По данным В. Банухина[8] глубина скважены — 84,27 м
- Источник № 2 (Старо-Директорский) обнаружен в 1923 году горным инженером Штильмарком, проводившим обследование грязевых водоёмов Старой Руссы. Источник расположен в шести метрах восточнее источника № 3. Вода источника стекает по деревянному лотку в обводную канаву Среднего озера.
- Источник № 7 (Екатерининский) расположен в 45 метрах к северо-востоку от источника № 6 (Царицинского). О дате его бурения нет достоверных сведений. Впервые о скважине упоминает А. Рохель[9].
- Источник № 8 (Неизвестный или Бауэровская шахта) в литературе упоминается в течение короткого времени с 1836 года. Последний раз упоминается А. Рохелем[10] В XX веке упоминания нет до 1923 года. Из-за отсутствия описания нет возможности определить время возникновения. Возможно, этот участок находится у северо-западного угла Верхнего озера, где Л. Г. Дробышевский[11] обнаружил воду с высокой минерализацией.

## Использованная литература
1. Вязинин И. Н. Старая Русса в истории России. — Новгород. Из-во «Кириллица», 1994.
2. Вязинин И. Н., Харлова М. М. Курорт «Старая Русса». — Лениздат, 1973.
3. Дементьев К. И., Дементьева М. А. Печатное слово о Старой Руссе. — Новгород, 1990.
4. Коровина В. Я. Прогулки по курорту «Старая Русса». — Из-во «Алаборг», СПб, 2008.
5. Курорт «Старая Русса» 1828—1953 года./ Сборник научно-практических работ под редакцией Л. Г. Дробышевского. — Из-во газеты «Новгородская правда», 1955.
6. Черемская Ю., Райков Г. Прогулки по Старой Руссе. — Из-во «Алаборг», СПб, 2007.